# Lord High Treasurer

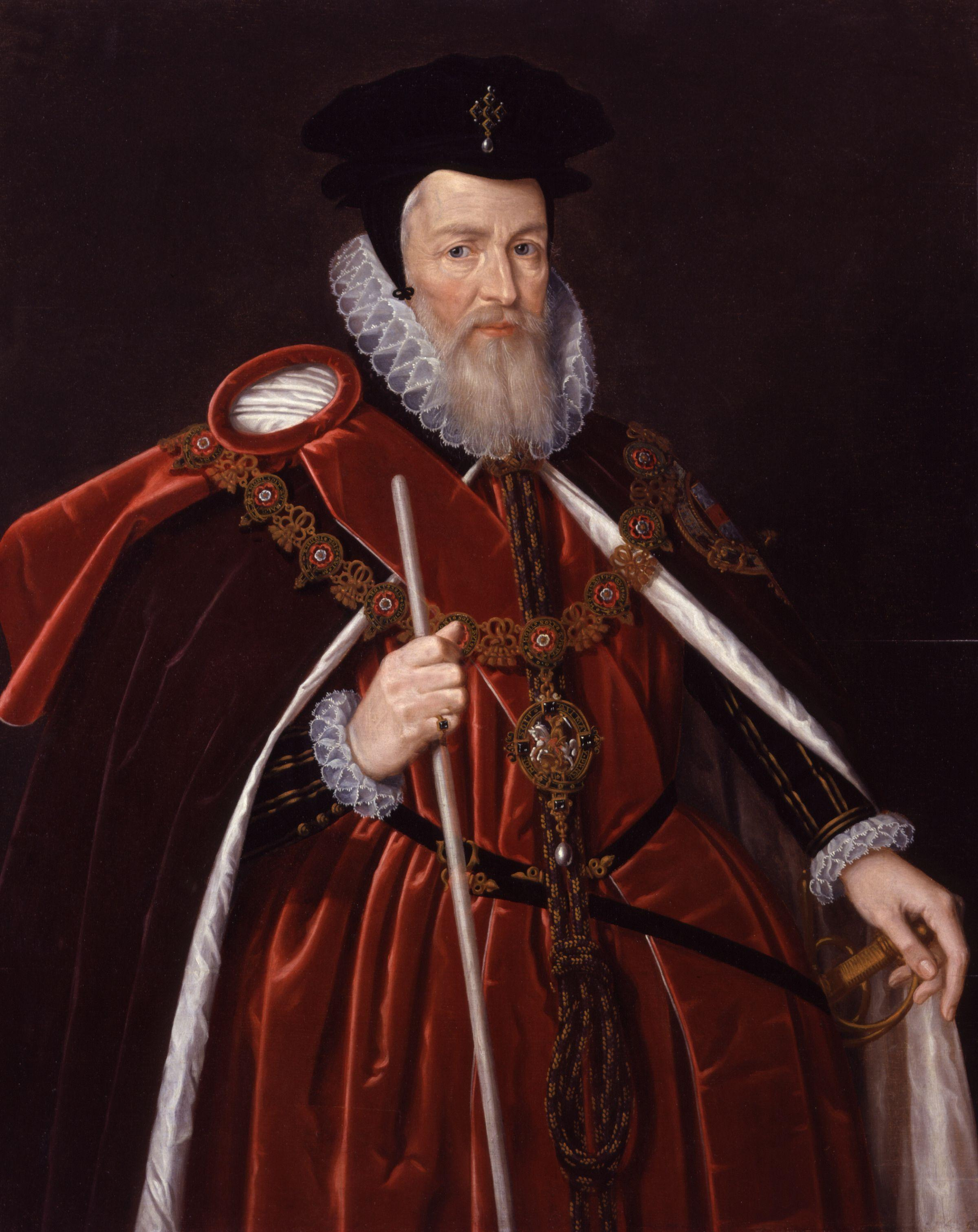
Lord High Treasurer William Cecil, 1. Baron Burghley mit weißem Stab als Insigne

Das Amt des Lord High Treasurer oder Lord Treasurer ist ein historisches englisches (nach 1707 britisches) Regierungsamt. Der Inhaber dieses Postens leitet HM Treasury (Her / His Majesty’s Treasury), das britische Finanz- und Wirtschaftsministerium, und ist dritthöchster unter den Great Officers of State. Über ihm stehen nur noch der Lord High Steward und der Lord High Chancellor (Lordkanzler).
Das Amt ist seit dem Rücktritt von Charles Talbot, 1. Duke of Shrewsbury im Jahr 1714 nicht besetzt.

## Geschichte
Das englische Schatzamt (Treasury) scheint um 1126 während der Regentschaft von König Heinrich I. entstanden zu sein, als die finanzielle Zuständigkeit von den restlichen Aufgaben des Lord Great Chamberlain („Lordgroßkämmerer“) getrennt wurden. Die Schatzkammer war ursprünglich ein Teil des Königlichen Haushalts (Royal Household) und zum Schutz und Verwahrung des königlichen Vermögens gedacht. 1216 wurde ein Schatzmeister (Treasurer) ernannt, um die Kontrolle über die Schatzkammer in Winchester zu übernehmen und die königlichen Konten zu beaufsichtigen.
Aufgrund der großen Macht und Bedeutung erlangte der Lord High Treasurer in Tudor-Zeiten einen Platz unter den Great Officers of State. In der Regierungszeit der Königin Elisabeth I. war William Cecil, 1. Baron Burghley ihr wichtigster Berater und als Lord High Treasurer von 1572 bis 1598 eine der einflussreichsten politischen Persönlichkeiten dieser Zeit.
Im Laufe der Zeit stand der Staatskasse immer häufiger keine einzelne Person mehr vor, sondern eine Kommission (Commission) von Mitgliedern. Seit 1667 wurde eine Gruppe von in der Regel fünf Commissioners mit der Verwaltung der Staatskasse betraut, mit dem First Lord of the Treasury („Erster Lord des Schatzamtes“) als Vorsitzendem und dem Second Lord of the Treasury als dessen Stellvertreter. Dies war zum einen erforderlich, da die Verwaltungsaufgaben immer umfangreicher geworden waren, aber zum anderen sollte dadurch die Macht dieses Amtes geteilt und kontrolliert werden. Die Mitglieder des Schatzamtes tragen seither den Titel Lord Commissioner of the Treasury.
Von dem Amt des Lord High Treasurer ist das des Treasurer of the Exchequer dahingehend zu unterscheiden, dass ersteres eines der Great Offices of State ist und durch Übergabe eines weißen Amtsstabes verliehen wurde, wohingegen letzteres nicht zu den Great Offices of State gehört und nach Belieben Seiner Majestät durch letters patent unter dem Great Seal of the Realm vergeben wurde. Wurde die Staatskasse von einem Bevollmächtigten verantwortet, vereinigte dieser beide Ämter in seiner Person; wurde sie dagegen in Kommission verwaltet, verfiel das Amt des Lord High Treasurer. Seit dem Rücktritt von Charles Talbot, 1. Duke of Shrewsbury im Jahr 1714 wurde das Amt des Lord High Treasurer als solches nicht mehr vergeben, mithin zur Verwaltung der Staatskasse ausschließlich das Amt des Treasurer of the Exchequer – in Kommission – ausgeübt.
Seit Robert Walpole 1721 als First Lord of the Treasury erstmals die Funktion eines Prime Minister (Premierminister) übernahm, indem er faktisch die Regierungsgeschäfte führte, ist der First Lord of the Treasury meist zugleich auch Premierminister. Bis zu dieser Zeit war der First Lord durchaus nicht der mächtigste und führende Minister, denn es gab keine Amtshierarchie in der Regierung, so dass der einflussreichste Minister auch der Lord Privy Seal (Lordsiegelbewahrer) oder der Lord President of the Council („Präsident des Geheimen Rats“) sein konnte.
Auch nach Walpole war der Erste Lord nicht immer das mächtigste Mitglied der Regierung: Arthur Balfour war First Lord of the Treasury, während William Ewart Gladstone 1886 und 1892 bis 1894 und Lord Salisbury 1895 bis 1902 als Lordsiegelbewahrer Premierminister waren. Zuvor waren noch zwei weitere First Lords nicht zugleich Regierungschef. Das Amt des Second Lord of the Treasury übt heute von Amts wegen der Chancellor of the Exchequer („Schatzkanzler“) aus.
Seit 1902 ist der Premierminister gleichzeitig Erster Lord des Schatzamtes, und als solcher, nicht als Premierminister, residiert er in 10 Downing Street. Die offizielle Residenz des Zweiten Lords und damit des Schatzkanzlers befindet sich in 11 Downing Street.

## Lord High Treasurersvon England 1126–1707
- 1126: Nigel, Neffe von Roger, Bischof von Salisbury
- 1136: Adelelm, Neffe von Roger, Bischof von Salisbury
- 1158: Richard fitz Nigel, Dekan von Lincoln, Bischof von London
- 1196: William von Ely, Erzdiakon von Cleveland
- 1217: Eustace de Fauconberg, Bischof von London
- 1228: Walter Mauclerk, Bischof von Carlisle
- 1233: Peter de Rivallis
- 1234: Hugh of Pattishall
- 1240: William Haverhill, Domherr von Lichfield
- 1252: Philip Lovel, Archidiakon von Coventry
- 1258: John Crakehall, Archidiakon von Bedford
- 1260: John von Caux, Abt von Petersborough
- 1263: Nicholas of Ely
- 1263: Henry, Prior von St. Radegund, Bradsole, Kent
- 1263: John of Chishall, stellvertretend
- 1263: Roger de la Leye, stellvertretend
- 1264: Henry, Prior von St. Radegund
- 1265: Thomas Wymondham, Präzeptor von Lichfield
- 1270: John of Chishall
- 1271: Philip von Eye, Domherr von St. Paul’s
- 1273: Joseph of Chauncy, Großprior des Johanniterordens in England
- 1280: Richard of Ware, Abt von Westminster
- 1284: John Kirkby, Bischof von Ely
- 1290: William March, Bischof von Bath und Wells ab 1293
- 1295: John Droxford, stellvertretend
- 1295: Walter Langton, Bischof von Coventry und Lichfield
- 1307: Walter Reynolds, Bischof von Worcester
- 1310: John Sandale, Schatzmeister von Lichfield
- 1311: Walter Norwich, stellvertretend
- 1312: Walter Langton, Bischof von Coventry und Lichfield
- 1312: Walter Norwich, stellvertretend
- 1312: John Sandale, stellvertretend
- 1314: Walter Norwich
- 1317: John Hotham, Bischof von Ely
- 1318: John Walwayn, Domherr von St. Paul’s und Hereford
- 1318: John Sandale, Bischof von Winchester
- 1319: Walter Norwich, stellvertretend
- 1320: Walter Stapeldon, Bischof von Exeter
- 1321: Walter Norwich, stellvertretend
- 1322: Walter Stapeldon, Bischof von Exeter
- 1325: William Melton, Erzbischof von York
- 1326: John Stratford, Bischof von Winchester
- 1327: Adam Orleton, Bischof von Hereford
- 1327: Henry Burghersh, Bischof von Lincoln
- 1328: Thomas Charlton, Bischof von Hereford
- 1329: Robert Wodehouse, Archidiakon von Richmond
- 1330: William Melton, Erzbischof von York
- 1331: William Airmyn, Bischof von Norwich
- 1332: Robert Ayleston, Erzdiakon von Berkshire
- 1334: Richard Bury, Bischof von Durham
- 1334: Henry Burghersh, Bischof von Lincoln
- 1337: William Zouche, Dekan von York
- 1338: Robert Wodehouse, Archidiakon von Richmond
- 1338: William Zouche, Dekan von York
- 1340: Sir Robert Sadington
- 1340: Roger Northburgh, Bischof von Coventry und Lichfield
- 1341: Sir Robert Parning
- 1341: William Cusance
- 1344: William Edington, Bischof von Winchester
- 1356: John Sheppey, Bischof von Rochester
- 1360: Simon Langham, Bischof von Ely
- 1363: John Barnet, Bischof von Bath und Wells
- 1369: Thomas Brantingham, Bischof von Exeter
- 1371: Richard Scrope, 1. Baron Scrope von Bolton
- 1375: Sir Robert Ashton
- 1377: Henry Wakefield, Bischof von Worcester
- 1377: Thomas Brantingham, Bischof von Exeter
- 1381: Sir Robert Hales, Prior of the Order von St. John in England
- 1381: Sir Hugh Seagrave
- 1386: John Fordham, Bischof von Durham
- 1386: John Gilbert, Bischof von Hereford
- 1389: Thomas Brantingham
- 1389: John Gilbert, Bischof von St David’s
- 1391: John Waltham, Bischof von Salisbury
- 1395: Roger Walden, Erzbischof von Canterbury
- 1398: Guy Mone, Bischof von St. David’s
- 1398: William Scrope, 1. Earl of Wiltshire
- 1399: Sir John Norbury
- 1401: Laurence Allerthorp, Domherr von London
- 1402: Henry Bowet, Bischof von Bath und Wells
- 1402: Guy Mone, Bischof von St. David’s
- 1403: William de Ros, 6. Baron de Ros
- 1404: Thomas Nevill, 5. Baron Furnivall
- 1407: Nicholas Bubwith, Bischof von London
- 1408: John Tiptoft, 1. Baron Tiptoft
- 1410: Henry Scrope, 3. Baron Scrope of Masham
- 1411: Sir John Pelham
- 1413: Thomas Fitzalan, 12. Earl of Arundel
- 1416: Sir Hugh Mortimer
- 1416: Sir Robert Leche
- 1416: Henry FitzHugh, 3. Baron FitzHugh
- 1421: William Kinwolmarsh, Dekan von St. Martin’s le-Grand
- 1422: John Stafford, Bischof von Bath und Wells
- 1426: Walter Hungerford, 1. Baron Hungerford
- 1432: John Scrope, 4. Baron Scrope von Masham
- 1433: Ralph Cromwell, 3. Baron Cromwell
- 1443: Ralph Boteler, 1. Baron Sudeley
- 1446: Marmaduke Lumley, Bischof von Carlisle
- 1449: James Fiennes, 1. Baron Saye und Sele
- 1450: John Beauchamp, 1. Baron Beauchamp von Powick
- 1452: John Tiptoft, 1. Earl of Worcester
- 1455: James Butler, 5. Earl of Ormonde
- 1455: Henry Bourchier, 1. Viscount Bourchier
- 1456: John Talbot, 2. Earl of Shrewsbury
- 1458: James Butler, 5. Earl of Ormonde
- 1460: Henry Bourchier, 1. Earl of Essex
- 1462: John Tiptoft, 1. Earl of Worcester
- 1463: Edmund Grey, 1. Baron Grey de Ruthin
- 1464: Walter Blount, 1. Baron Mountjoy
- 1466: Richard Woodville, 1. Earl Rivers
- 1469: Sir John Langstrother
- 1469: William Grey, Bischof von Ely
- 1470: John Tiptoft, 1. Earl of Worcester
- 1470: Sir John Langstrother
- 1471: Henry Bourchier, 1. Earl of Essex
- 1483: Sir John Wood
- 1484: John Tuchet, 8. Baron Audley
- 1486: John Dynham, 1. Baron Dynham
- 1501: Thomas Howard, 2. Duke of Norfolk

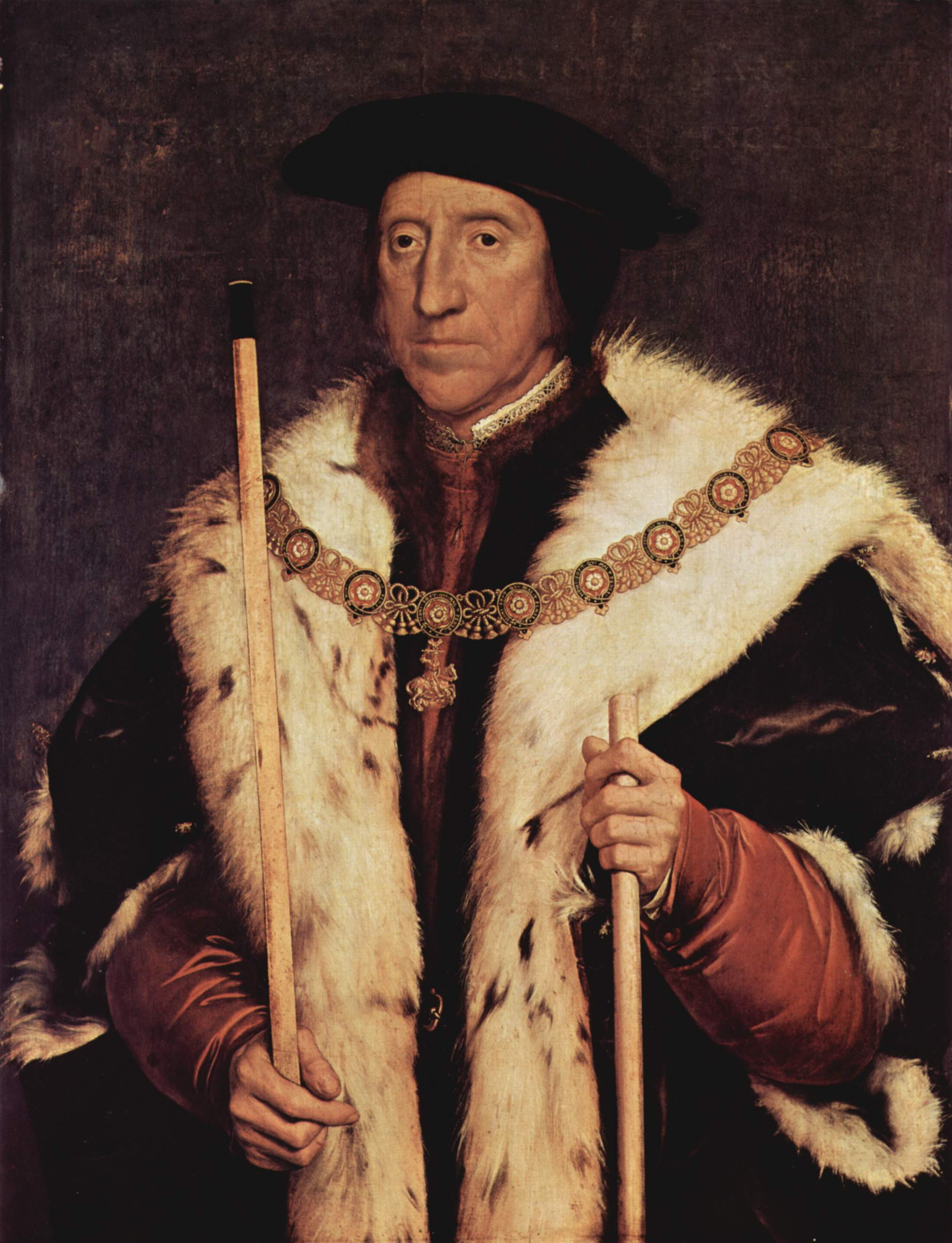
Lord High Treasurer Thomas Howard, 2. Duke of Norfolk

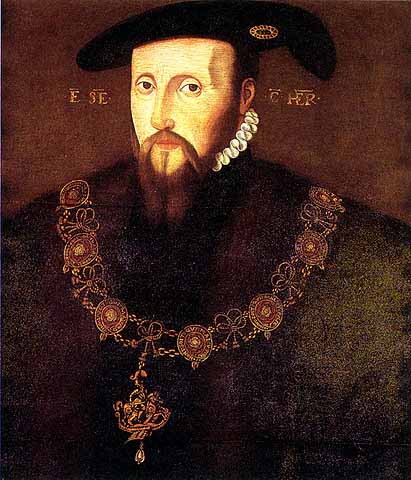
Lord High Treasurer Edward Seymour, 1. Duke of Somerset

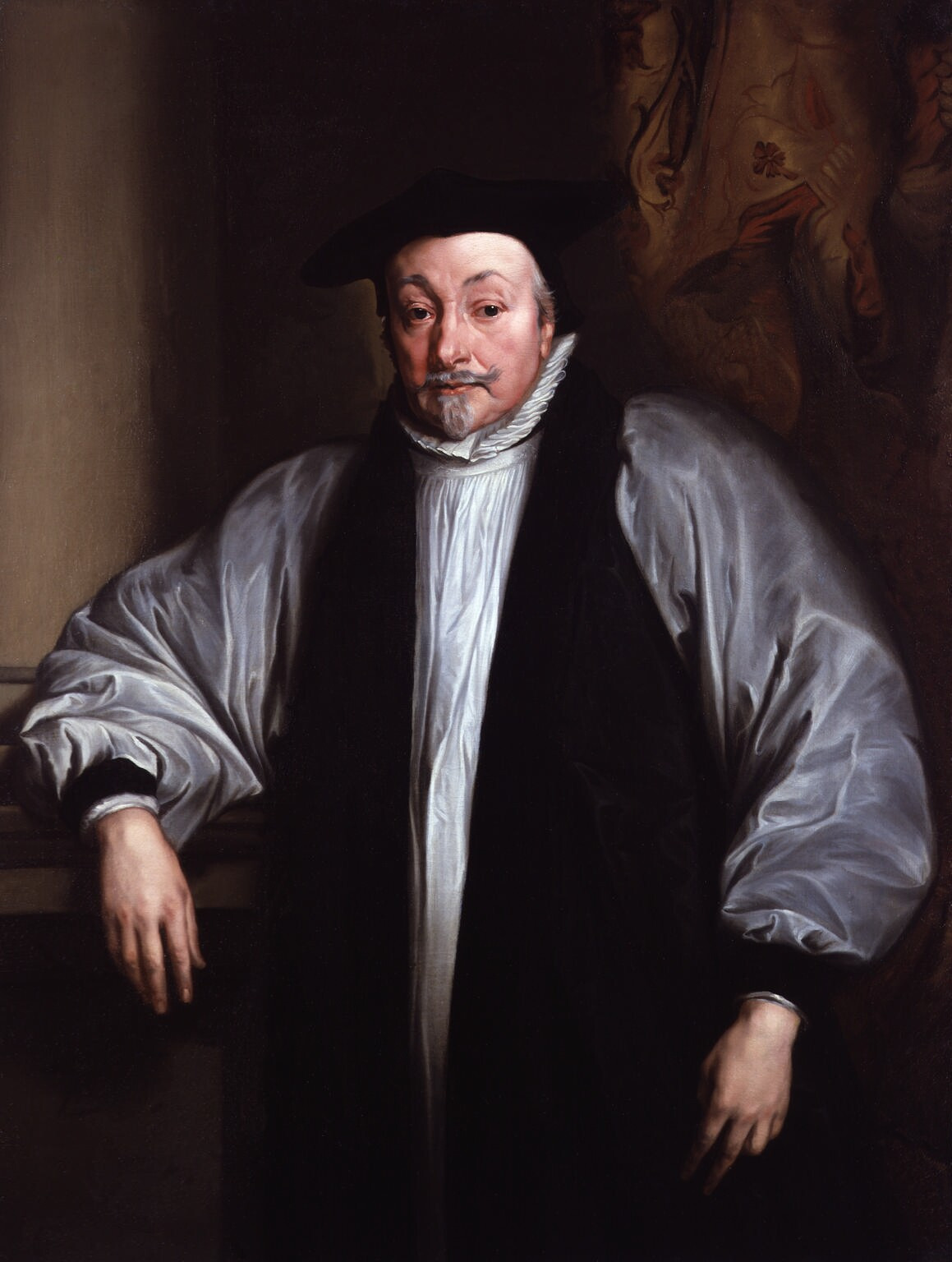
Lord High Treasurer William Laud, Erzbischof von Canterbury

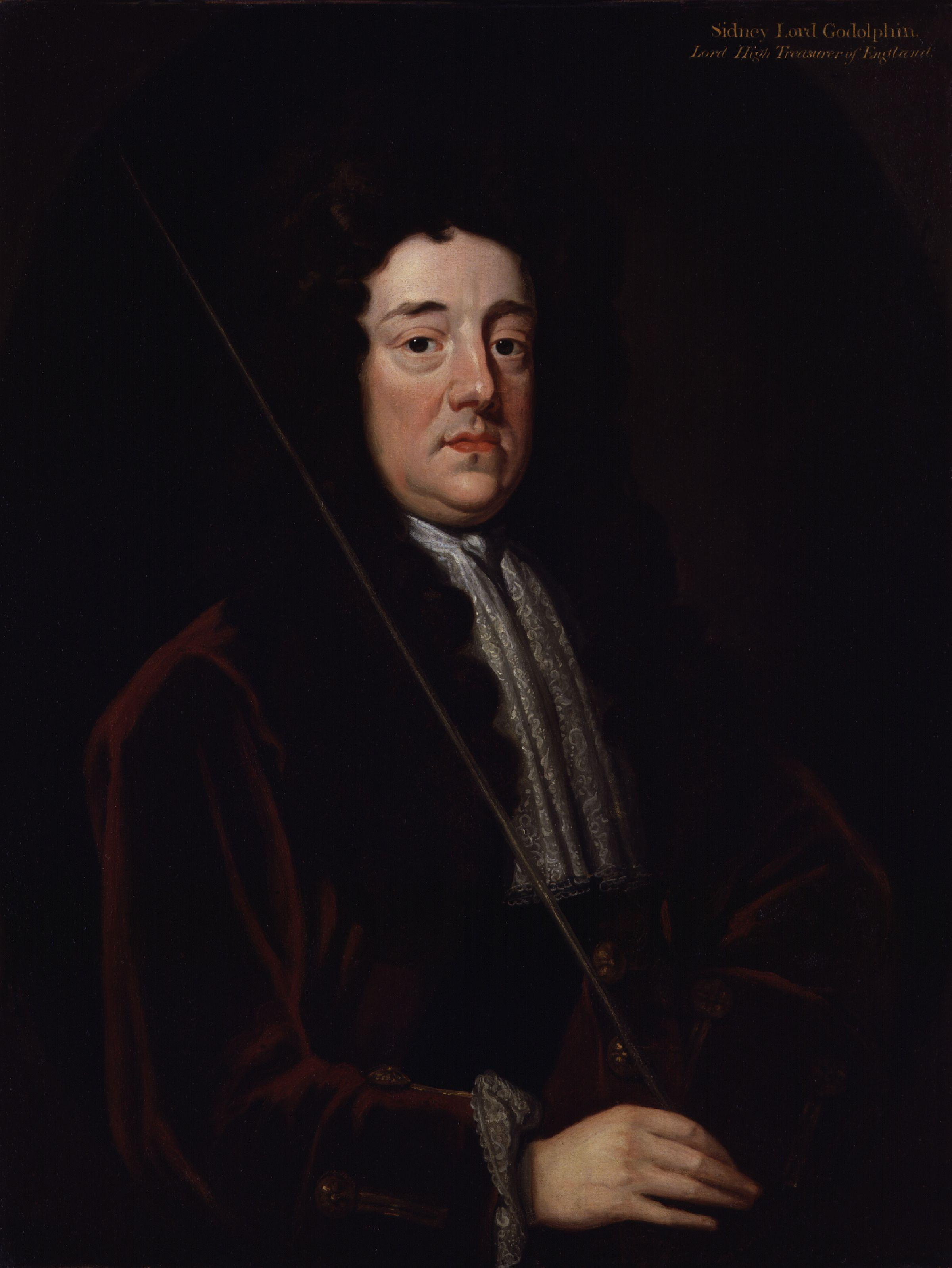
Lord High Treasurer Sidney Godolphin, 1. Earl of Godolphin

- 1524: Thomas Howard, 3. Duke of Norfolk
- 1547: Edward Seymour, 1. Duke of Somerset
- 1550: William Paulet, 1. Marquess of Winchester
- 1572: William Cecil, 1. Baron Burghley
- 1599: Thomas Sackville, 1. Earl of Dorset
- 1608: Robert Cecil, 1. Earl of Salisbury
- 1612: Kommission
  - Henry Howard, Earl of Northampton (First Lord)
- 1613: Kommission
  - Thomas Egerton, 1. Baron Ellesmere (First Lord)
- 1614: Thomas Howard, 1. Earl of Suffolk
- 1618: Kommission
  - George Abbot, Erzbischof von Canterbury (First Lord)
- 1620: Henry Montagu, 1. Earl of Manchester
- 1621: Lionel Cranfield, 1. Earl of Middlesex
- 1624: James Ley, 1. Earl of Marlborough
- 1628: Richard Weston, 1. Earl of Portland
- 1635: Kommission
  - William Laud, Erzbischof von Canterbury (First Lord)
- 1636: William Juxon, Bischof von London
- 1641: Kommission
  - Edward Littleton, 1. Baron Lyttleton of Mounslow (First Lord)
- 1643: Francis Cottington, 1. Baron Cottington
- 1660: Kommission
  - Sir Edward Hyde (Lord Chancellor)
  - James Butler, 1. Duke of Ormonde (Lord Steward of the Household)
  - John Robartes, 2. Baron Robartes (Lord Privy Seal)
- 1660: Thomas Wriothesley, 4. Earl of Southampton
- 1667: Kommission
  - George Monck, 1. Duke of Albemarle (First Lord)
  - Anthony Ashley Cooper, 1. Baron Ashley (Chancellor of the Exchequer)
- 1672: Thomas Clifford, 1. Baron Clifford of Chudleigh
- 1673: Thomas Osborne, 1. Viscount Latimer
- 1679: Kommission
  - Arthur Capell, 1. Earl of Essex (First Lord)
  - Laurence Hyde (Chancellor of the Exchequer)
- 1679: Kommission
  - Laurence Hyde, 1. Earl of Rochester (First Lord)
  - Sir John Ernle (Chancellor of the Exchequer)
- 1684: Kommission
  - Sidney Godolphin, 1. Baron Godolphin (First Lord)
  - Sir John Ernle (Chancellor of the Exchequer)
- 1685: Laurence Hyde, 1. Earl of Rochester
- 1687: Kommission
  - John Belasyse, 1. Baron Belasyse (First Lord)
  - Sir John Ernle (Chancellor of the Exchequer)
- 1689: Kommission
  - Charles Mordaunt, 1. Earl of Monmouth (First Lord)
  - Henry Booth, 2. Baron Delamere (Chancellor of the Exchequer)
- 1690: Kommission
  - Sir John Lowther (First Lord)
  - Richard Hampden (Chancellor of the Exchequer)
- 1690: Kommission
  - Sidney Godolphin, 1. Baron Godolphin (First Lord)
  - Richard Hampden (Chancellor of the Exchequer)
- 1694: Kommission
  - Sidney Godolphin, 1. Baron Godolphin (First Lord)
  - Charles Montagu (Chancellor of the Exchequer)
- 1697: Kommission
  - Charles Montagu (First Lord, Chancellor of the Exchequer)
- 1699: Kommission
  - Ford Grey, 1. Earl of Tankerville (First Lord)
  - John Smith (Chancellor of the Exchequer)
- 1700: Kommission
  - Sidney Godolphin, 1. Baron Godolphin (First Lord)
  - John Smith (Chancellor of the Exchequer)
- 1701: Kommission
  - Sidney Godolphin, 1. Baron Godolphin (First Lord)
  - Henry Boyle (Chancellor of the Exchequer)
- 1701: Kommission
  - Charles Howard, 3. Earl of Carlisle (First Lord)
  - Henry Boyle (Chancellor of the Exchequer)
- 1702: Sidney Godolphin, 1. Earl of Godolphin

## Lord High TreasurersundCommissioners of the Treasury of Great Britain1707–1801
- 1707

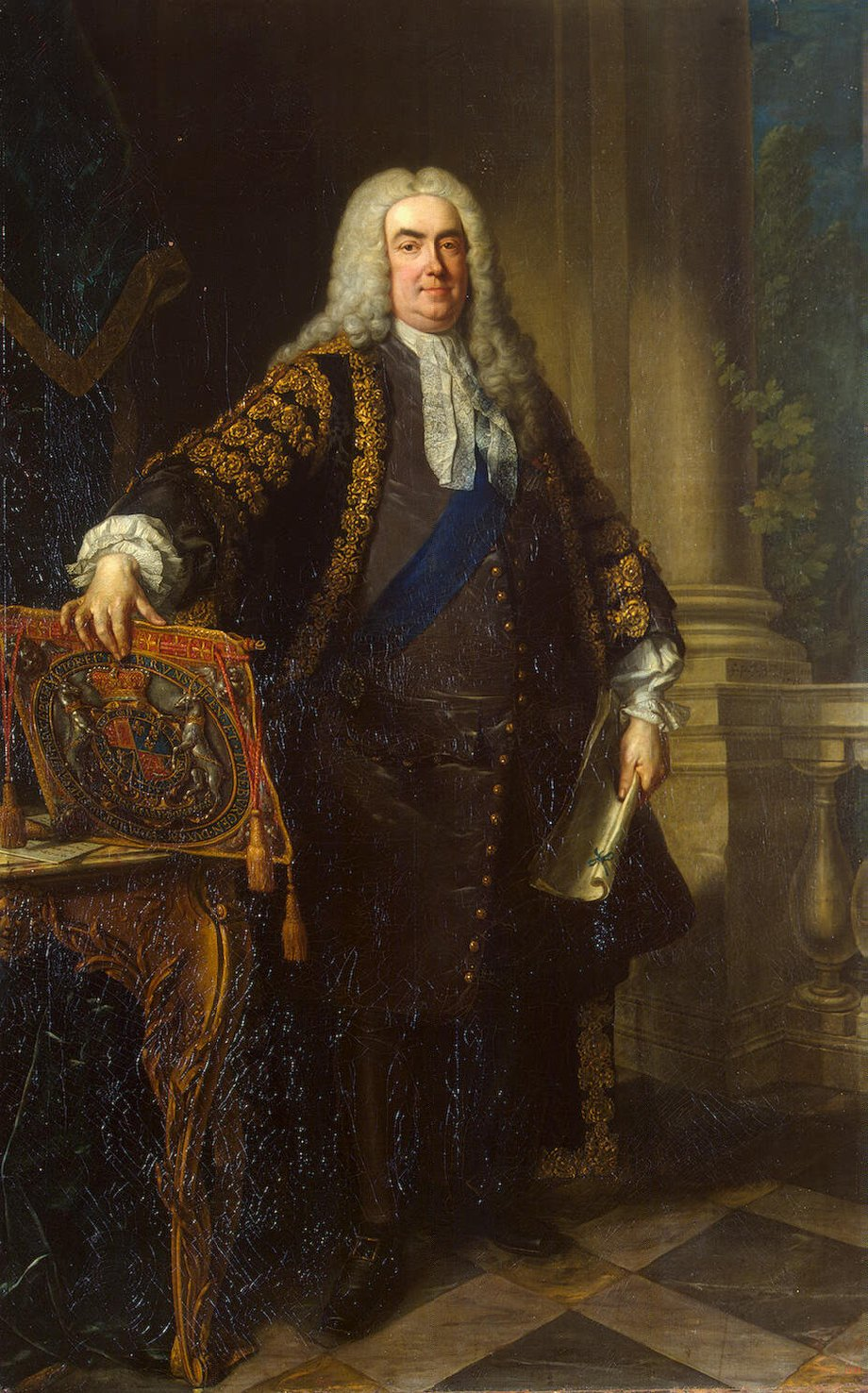
First Lord and Chancellor of the Exchequer Robert Walpole

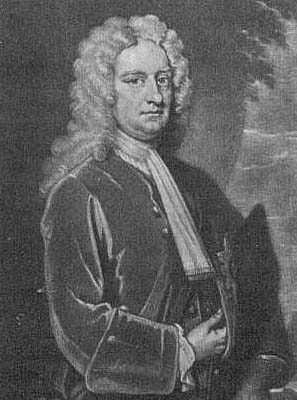
First Lord of the High Treasury Charles Spencer, 3. Earl of Sunderland

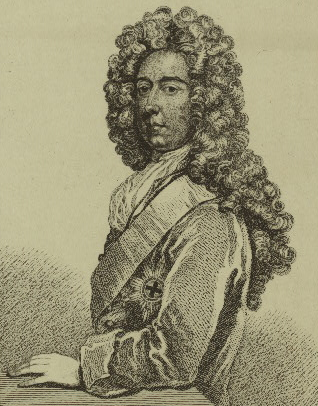
First Lord of the High Treasury Spencer Compton, 1. Earl of Wilmington

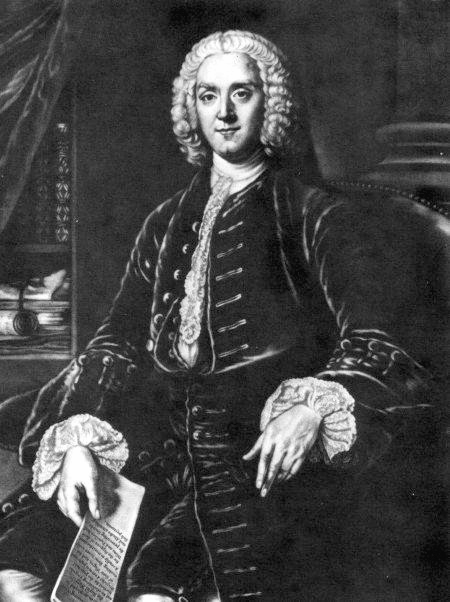
First Lord and Chancellor of the Exchequer George Grenville

  - Sidney Godolphin, 1. Earl of Godolphin (Lord High Treasurer)
- 1710
  - John Poulett, 1. Earl Poulett (First Lord)
  - Robert Harley (Chancellor of the Exchequer)
- 1711
  - Robert Harley (Lord High Treasurer)
- 1714
  - Charles Talbot, 1. Duke of Shrewsbury (letzter Lord High Treasurer)
- 1714
  - Charles Montagu, 1. Earl of Halifax (First Lord)
  - Sir Richard Onslow (Chancellor of the Exchequer)
- 1715
  - Charles Howard, 3. Earl of Carlisle (First Lord)
  - Sir Richard Onslow (Chancellor of the Exchequer)
- 1715
  - Robert Walpole (First Lord und Chancellor of the Exchequer)
- 1717
  - James Stanhope (First Lord und Chancellor of the Exchequer)
- 1718
  - Charles Spencer, 3. Earl of Sunderland (First Lord)
  - John Aislabie (Chancellor of the Exchequer)
- 1720
  - Charles Spencer, 3. Earl of Sunderland (First Lord)
- 1721
  - Robert Walpole (First Lord und Chancellor of the Exchequer)
- 1725
  - Sir Robert Walpole (First Lord und Chancellor of the Exchequer)
- 1742
  - Spencer Compton, 1. Earl of Wilmington (First Lord)
  - Samuel Sandys (Chancellor of the Exchequer)
- 1743
  - Henry Pelham (First Lord und Chancellor of the Exchequer)
- 1754
  - Thomas Pelham-Holles, 1. Duke of Newcastle-upon-Tyne (First Lord)
  - Henry Bilson Legge (Chancellor of the Exchequer)
- 1756
  - William Cavendish, 4. Duke of Devonshire (First Lord)
  - Henry Bilson Legge (Chancellor of the Exchequer)
- 1757
  - Thomas Pelham-Holles, 1. Duke of Newcastle-upon-Tyne (First Lord)
  - Henry Bilson Legge (Chancellor of the Exchequer)
- 1761
  - Thomas Pelham-Holles, 1. Duke of Newcastle-upon-Tyne (First Lord)
  - William Barrington-Shute, 2. Viscount Barrington (Chancellor of the Exchequer)
- 1762
  - John Stuart, 3. Earl of Bute (First Lord)
  - Sir Francis Dashwood (Chancellor of the Exchequer)
- 1763
  - George Grenville (First Lord und Chancellor of the Exchequer)
- 1765
  - Charles Watson-Wentworth, 2. Marquess of Rockingham (First Lord)
  - William Dowdeswell (Chancellor of the Exchequer)
- 1766
  - Augustus Henry FitzRoy, 3. Duke of Grafton (First Lord)
  - Charles Townshend (Chancellor of the Exchequer)
- 1767
  - Augustus Henry FitzRoy, 3. Duke of Grafton (First Lord)
  - Frederick North, 2. Earl of Guilford (Chancellor of the Exchequer)
- 1770
  - Frederick North, 2. Earl of Guilford (First Lord und Chancellor of the Exchequer)
- 1782
  - Charles Watson-Wentworth, 2. Marquess of Rockingham (First Lord)
  - Lord John Cavendish (Chancellor of the Exchequer)
- 1782
  - William Petty, 2. Earl of Shelburne (First Lord)
  - William Pitt (Chancellor of the Exchequer)
- 1783
  - William Henry Cavendish-Bentinck, 3. Duke of Portland (First Lord)
  - Lord John Cavendish (Chancellor of the Exchequer)
- 1783
  - William Pitt (First Lord und Chancellor of the Exchequer)

## Commissioners of the Treasury of the United Kingdom1801–heute
- 1801

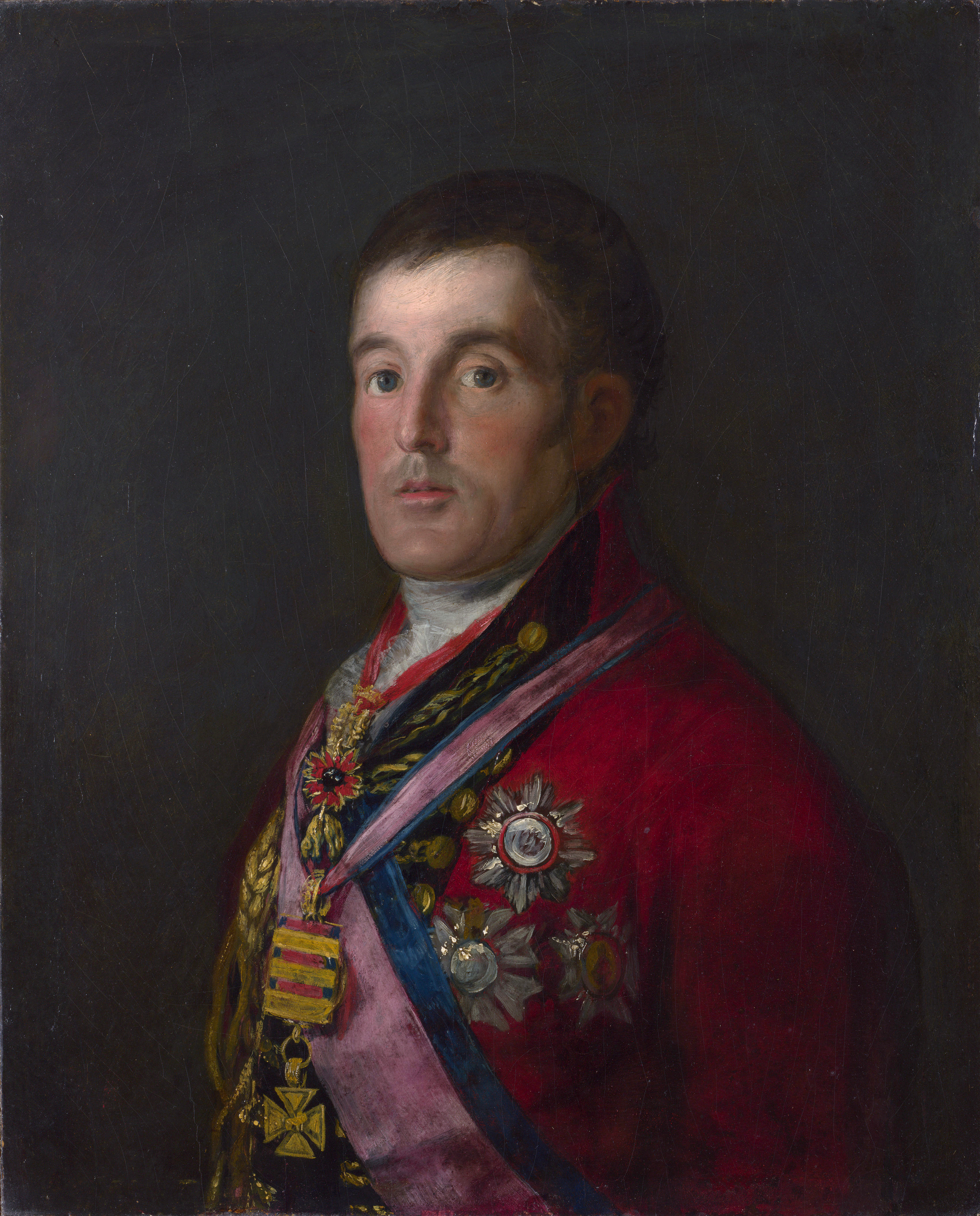
Arthur Wellesley, 1. Duke of Wellington

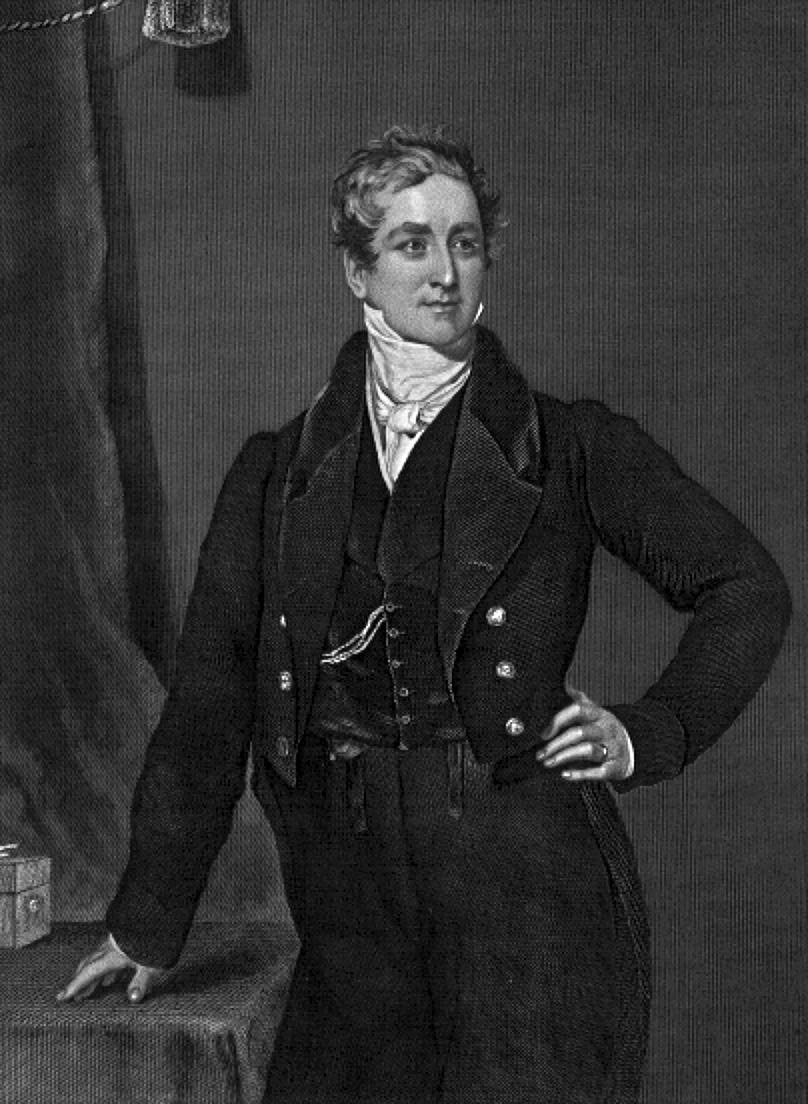
Robert Peel

  - Henry Addington (First Lord und Chancellor of the Exchequer)
- 1804
  - William Pitt (First Lord und Chancellor of the Exchequer)
- 1806
  - William Wyndham Grenville (First Lord)
  - Lord Henry Petty (Chancellor of the Exchequer)
- 1807
  - William Henry Cavendish-Bentinck, 3. Duke of Portland (First Lord)
  - Spencer Perceval (Chancellor of the Exchequer)
- 1809
  - Spencer Perceval (First Lord und Chancellor of the Exchequer)
- 1812
  - Robert Jenkinson, 2. Earl of Liverpool (First Lord)
  - Nicholas Vansittart, 1. Baron Bexley (Chancellor of the Exchequer)
- 1823
  - Robert Jenkinson, 2. Earl of Liverpool (First Lord)
  - Frederick John Robinson (Chancellor of the Exchequer)
- 1827
  - George Canning (First Lord und Chancellor of the Exchequer)
- 1827
  - Frederick John Robinson, 1. Viscount Goderich (First Lord)
  - John Charles Herries (Chancellor of the Exchequer)
- 1828
  - Arthur Wellesley, 1. Duke of Wellington (First Lord)
  - Henry Goulburn (Chancellor of the Exchequer)
- 1830
  - Charles Grey, 2. Earl Grey (First Lord)
  - Charles John Spencer, Viscount Althorp (Chancellor of the Exchequer)
- 1834
  - William Lamb, 2. Viscount Melbourne (First Lord)
  - Charles John Spencer, Viscount Althorp (Chancellor of the Exchequer)
- 1834
  - Arthur Wellesley, 1. Duke of Wellington (First Lord)
- 1834
  - Sir Robert Peel (First Lord und Chancellor of the Exchequer)
- 1835
  - William Lamb, 2. Viscount Melbourne (First Lord)
  - Thomas Spring Rice (Chancellor of the Exchequer)
- 1839
  - William Lamb, 2. Viscount Melbourne (First Lord)
  - Francis Baring (Chancellor of the Exchequer)
- 1841
  - Sir Robert Peel (First Lord)
  - Henry Goulburn (Chancellor of the Exchequer)
- 1846
  - Lord John Russell (First Lord)
  - Sir Charles Wood, 3. Baronet (Chancellor of the Exchequer)
- 1852
  - Edward Smith-Stanley, 14. Earl of Derby (First Lord)
  - Benjamin Disraeli (Chancellor of the Exchequer)
- 1853
  - George Hamilton-Gordon, 4. Earl of Aberdeen (First Lord)
  - William Ewart Gladstone (Chancellor of the Exchequer)
- 1855
  - Henry Temple, 3. Viscount Palmerston (First Lord)
  - William Ewart Gladstone (Chancellor of the Exchequer)
- 1855
  - Henry Temple, 3. Viscount Palmerston (First Lord)
  - Sir George Cornewall Lewis (Chancellor of the Exchequer)
- 1858
  - Edward Smith-Stanley, 14. Earl of Derby (First Lord)
  - Benjamin Disraeli (Chancellor of the Exchequer)
- 1859
  - Henry Temple, 3. Viscount Palmerston (First Lord)
  - William Ewart Gladstone (Chancellor of the Exchequer)
- 1865
  - John Russell, 1. Earl Russell (First Lord)
  - William Ewart Gladstone (Chancellor of the Exchequer)
- 1866
  - Edward Smith-Stanley, 14. Earl of Derby (First Lord)
  - Benjamin Disraeli (Chancellor of the Exchequer)
- 1868
  - Benjamin Disraeli (First Lord)
  - George Ward Hunt (Chancellor of the Exchequer)
- 1868
  - William Ewart Gladstone (First Lord)
  - Robert Lowe (Chancellor of the Exchequer)
- 1873
  - William Ewart Gladstone (First Lord und Chancellor of the Exchequer)
- 1874
  - Benjamin Disraeli (First Lord)
  - Sir Stafford Henry Northcote (Chancellor of the Exchequer)
- 1880
  - William Ewart Gladstone (First Lord und Chancellor of the Exchequer)
  - Sir Arthur Divett Hayter
- 1882
  - William Ewart Gladstone (First Lord und Chancellor of the Exchequer)
- 1883
  - William Ewart Gladstone (First Lord)
  - Hugh Culling Eardley Childers (Chancellor of the Exchequer)
- 1885
  - Stafford Northcote, 1. Earl of Iddesleigh (First Lord)
  - Sir Michael Hicks Beach (Chancellor of the Exchequer)
- 1886
  - William Ewart Gladstone (First Lord)
  - Sir William Vernon Harcourt (Chancellor of the Exchequer)
- 1886
  - Robert Gascoyne-Cecil, 3. Marquess of Salisbury (First Lord)
  - Lord Randolph Henry Spencer Churchill (Chancellor of the Exchequer)
- 1887
  - William Henry Smith (First Lord)
  - George Joachim Goschen (Chancellor of the Exchequer)
- 1891
  - Arthur James Balfour (First Lord)
  - George Joachim Goschen (Chancellor of the Exchequer)
- 1892
  - William Ewart Gladstone (First Lord)
  - Sir William Vernon Harcourt (Chancellor of the Exchequer)
- 1894
  - Archibald Primrose, 5. Earl of Rosebery (First Lord)
  - Sir William Vernon Harcourt (Chancellor of the Exchequer)
- 1895
  - Arthur James Balfour (First Lord)
  - Sir Michael Hicks Beach (Chancellor of the Exchequer)
- 1900
  - Arthur James Balfour (First Lord)
  - Sir Michael Hicks Beach (Chancellor of the Exchequer)
- 1902
  - Arthur James Balfour (First Lord)
  - Charles Thomson Ritchie (Chancellor of the Exchequer)
- 1903
  - Arthur James Balfour (First Lord)
  - Austen Chamberlain (Chancellor of the Exchequer)
- 1905
  - Sir Henry Campbell-Bannerman (First Lord)
  - Herbert Henry Asquith (Chancellor of the Exchequer)
- 1908
  - Herbert Henry Asquith (First Lord)
  - David Lloyd George (Chancellor of the Exchequer)
- 1915
  - Herbert Henry Asquith (First Lord)
  - Reginald McKenna (Chancellor of the Exchequer)
- 1916
  - David Lloyd George (First Lord)
  - Andrew Bonar Law (Chancellor of the Exchequer)
- 1919
  - David Lloyd George (First Lord)
  - Austen Chamberlain (Chancellor of the Exchequer)
- 1921
  - David Lloyd George (First Lord)
  - Sir Robert Horne (Chancellor of the Exchequer)
- 1922
  - Andrew Bonar Law (First Lord)
  - Stanley Baldwin (Chancellor of the Exchequer)
- 1923
  - Stanley Baldwin (First Lord und Chancellor of the Exchequer)
- 1923
  - Stanley Baldwin (First Lord)
  - Neville Chamberlain (Chancellor of the Exchequer)
- 1924
  - Ramsay MacDonald (First Lord)
  - Philip Snowden (Chancellor of the Exchequer)
- 1924
  - Stanley Baldwin (First Lord)
  - Winston Churchill (Chancellor of the Exchequer)
- 1929
  - Ramsay MacDonald (First Lord)
  - Philip Snowden (Chancellor of the Exchequer)
- 1931
  - Ramsay MacDonald (First Lord)
  - Neville Chamberlain (Chancellor of the Exchequer)
- 1935
  - Stanley Baldwin (First Lord)
  - Neville Chamberlain (Chancellor of the Exchequer)
- 1937
  - Neville Chamberlain (First Lord)
  - Sir John Simon (Chancellor of the Exchequer)
- 1940
  - Winston Churchill (First Lord)
  - Sir Kingsley Wood (Chancellor of the Exchequer)
- 1943
  - Winston Churchill (First Lord)
  - Sir John Anderson (Chancellor of the Exchequer)
- 1945
  - Clement Attlee (First Lord)
  - Hugh Dalton (Chancellor of the Exchequer)
- 1947
  - Clement Attlee (First Lord)
  - Sir Richard Stafford Cripps (Chancellor of the Exchequer)
- 1950
  - Clement Attlee (First Lord)
  - Hugh Gaitskell (Chancellor of the Exchequer)
- 1951
  - Winston Churchill (First Lord)
  - Rab Butler (Chancellor of the Exchequer)
- 1955
  - Sir Anthony Eden (First Lord)
  - Rab Butler (Chancellor of the Exchequer)
- 1955
  - Sir Anthony Eden (First Lord)
  - Harold Macmillan (Chancellor of the Exchequer)
- 1957
  - Harold Macmillan (First Lord)
  - Peter Thorneycroft (Chancellor of the Exchequer)
- 1958
  - Harold Macmillan (First Lord)
  - Derick Heathcoat-Amory (Chancellor of the Exchequer)
- 1960
  - Harold Macmillan (First Lord)
  - Selwyn Lloyd (Chancellor of the Exchequer)
- 1962
  - Harold Macmillan (First Lord)
  - Reginald Maudling (Chancellor of the Exchequer)
- 1963
  - Sir Alec Douglas-Home (First Lord)
  - Reginald Maudling (Chancellor of the Exchequer)
- 1964
  - Harold Wilson (First Lord)
  - James Callaghan (Chancellor of the Exchequer)
- 1967
  - Harold Wilson (First Lord)
  - Roy Jenkins (Chancellor of the Exchequer)
- 1970
  - Edward Heath (First Lord)
  - Iain Macleod (Chancellor of the Exchequer)
- 1970
  - Edward Heath (First Lord)
  - Anthony Barber (Chancellor of the Exchequer)
- 1974
  - Harold Wilson (First Lord)
  - Denis Healey (Chancellor of the Exchequer)
- 1976
  - James Callaghan (First Lord)
  - Denis Healey (Chancellor of the Exchequer)
- 1979
  - Margaret Thatcher (First Lord)
  - Sir Geoffrey Howe (Chancellor of the Exchequer)
- 1983
  - Margaret Thatcher (First Lord)
  - Nigel Lawson (Chancellor of the Exchequer)
- 1989
  - Margaret Thatcher (First Lord)
  - John Major (Chancellor of the Exchequer)
- 1990
  - John Major (First Lord)
  - Norman Lamont (Chancellor of the Exchequer)
- 1993
  - John Major (First Lord)
  - Kenneth Clarke (Chancellor of the Exchequer)
- 1997
  - Tony Blair (First Lord)
  - Gordon Brown (Chancellor of the Exchequer)
- 2007
  - Gordon Brown (First Lord)
  - Alistair Darling (Chancellor of the Exchequer)
- 2010
  - David Cameron (First Lord)
  - George Osborne (Chancellor of the Exchequer)
- 2016
  - Theresa May (First Lord)
  - Philip Hammond (Chancellor of the Exchequer)
- 2019
  - Boris Johnson (First Lord)
  - Sajid Javid (Chancellor of the Exchequer)
- 2020
  - Boris Johnson (First Lord)
  - Rishi Sunak (Chancellor of the Exchequer)
- 2022
  - Boris Johnson (First Lord)
  - Nadhim Zahawi (Chancellor of the Exchequer)
- 2022
  - Liz Truss (First Lord)
  - Kwasi Kwarteng (Chancellor of the Exchequer)
- 2022
  - Liz Truss (First Lord)
  - Jeremy Hunt (Chancellor of the Exchequer)
- 2022
  - Rishi Sunak (First Lord)
  - Jeremy Hunt (Chancellor of the Exchequer)